# Rhizoecus gentianae
Rhizoecus gentianae är en insektsart som beskrevs av Panis 1968. Rhizoecus gentianae ingår i släktet Rhizoecus och familjen ullsköldlöss. Inga underarter finns listade i Catalogue of Life.